# Pargarutan (Sipirok)
Pargarutan is een bestuurslaag in het regentschap Tapanuli Selatan van de provincie Noord-Sumatra, Indonesië. Pargarutan telt 365 inwoners (volkstelling 2010).